# Cócegas no raciocínio
Cócegas no raciocínio é um livro de João Montanaro publicado em 2010 pela Garimpo Editorial. O livro traz uma coletânea de tiras, charges, cartuns e ilustrações do autor, além de homenagens feitas pelos artistas Laerte Coutinho, Adão Iturrusgarai, Benett, Carranza, Jean Galvão e Orlando. Em 2011, o livro ganhou o Troféu HQ Mix na categoria "melhor publicação de cartuns".